# (15723) Girraween
(15723) Girraween est un astéroïde de la ceinture principale.

## Description
(15723) Girraween est un astéroïde de la ceinture principale. Il fut découvert le 20 septembre 1990 à Geisei par Tsutomu Seki. Il présente une orbite caractérisée par un demi-grand axe de 2,27 UA, une excentricité de 0,13 et une inclinaison de 1,4° par rapport à l'écliptique.

## Compléments